# Società Sportiva Calcio Femminile Bardolino 1997-1998
Questa voce raccoglie le informazioni riguardanti la Società Sportiva Calcio Femminile Bardolino nelle competizioni ufficiali della stagione 1997-1998.

## Stagione

Antonietta (Antonella) Formisano, in maglia a strisce gialloblu, in azione con il Bardolino.

## Divise e sponsor
La tenuta da gioco è formata da maglia gialla, pantaloncini blu e calzettoni gialli, o in alternativa completamente gialla. Lo sponsor principale è l'azienda Poliplast del presidente Cornelio Lorenzini, mecenate del calcio dilettantistico locale.
|  | 1ª divisa |

## Organigramma societario
Area tecnica
- Allenatore: Antonio Curreri
- Allenatore in seconda:

## Rosa
Come da sito calciodonna.it.
| N. |                   | Ruolo | Calciatrice          |
| -- | ----------------- | ----- | -------------------- |
|    | Italia (bandiera) | P     | Fabiana Comin        |
|    | Italia (bandiera) | P     | Daniela Santorum     |
|    | Italia (bandiera) | D     | Elisa Bersani        |
|    | Italia (bandiera) | D     | Francesca De Beni    |
|    | Italia (bandiera) | D     | Tamara Lovato        |
|    | Italia (bandiera) | D     | Erika Perbellini     |
|    | Italia (bandiera) | D     | Tiziana Pittalis     |
|    | Italia (bandiera) | D     | Roberta Stefanelli   |
|    | Italia (bandiera) | C     | Katiuscia Campana    |
|    | Italia (bandiera) | C     | Maria Crosina        |
|    | Italia (bandiera) | C     | Giorgia Duò          |
|    | Italia (bandiera) | C     | Antonietta Formisano |

| N. |                    | Ruolo | Calciatrice            |
| -- | ------------------ | ----- | ---------------------- |
|    | Italia (bandiera)  | C     | Vanessa Loi            |
|    | Italia (bandiera)  | C     | Alessandra Magnaguagno |
|    | Italia (bandiera)  | A     | Valentina Boni         |
|    | Italia (bandiera)  | A     | Chiara Battistoli      |
|    | Italia (bandiera)  | A     | Benedetta Brovia       |
|    | Italia (bandiera)  | A     | Elisa Fioretti         |
|    | Italia (bandiera)  | A     | Chiara Menegardo       |
|    | Italia (bandiera)  | A     | Silvana Monchera       |
|    | Italia (bandiera)  | A     | Moira Placchi          |
|    | Austria (bandiera) | A     | Elke Scheubmayer       |
|    | Italia (bandiera)  | A     | Sara Tommasi           |

## Calciomercato

### Sessione estiva
| Acquisti | Acquisti             | Acquisti       | Acquisti   |
| R.       | Nome                 | da             | Modalità   |
| -------- | -------------------- | -------------- | ---------- |
| D        | Roberta Stefanelli   | Foroni         | definitivo |
| D        | Tiziana Pittalis     | Torino         | definitivo |
| C        | Katiuscia Campana    | Verona Gunther | definitivo |
| C        | Antonietta Formisano | Verona Gunther | definitivo |
| C        | Vanessa Loi          | Torino         | definitivo |
| A        | Silvana Monchera     | Verona Gunther | definitivo |
| A        | Elisa Fioretti       | Curtatone      | definitivo |
| A        | Sara Tommasi         | Modena         | definitivo |

| Cessioni | Cessioni | Cessioni | Cessioni |
| R.       | Nome     | a        | Modalità |
| -------- | -------- | -------- | -------- |
|          |          |          |          |

## Risultati

### Serie A

#### Girone di andata
| 27 settembre 1997, ore --:-- CEST 1ª giornata | Torino | 0 – 0 | Bardolino |  |

| Calmasino, Bardolino 4 ottobre 1997, ore --:-- CEST 2ª giornata | Bardolino | 0 – 3 | Modena | Stadio comunale Belvedere |

| Sassari 11 ottobre 1997, ore 15:30 CEST 3ª giornata | Torres Fo.S. | 3 – 1 | Bardolino | Stadio Acquedotto |

| Calmasino, Bardolino 18 ottobre 1997, ore 15:30 CEST 4ª giornata | Bardolino | 4 – 0 | ACF Milan | Stadio comunale Belvedere |

| Castel di Lama 25 ottobre 1997, ore --:-- CEST 5ª giornata | Autolelli Picenum | 2 – 4 | Bardolino |  |

| Calmasino, Bardolino 1º novembre 1997, ore --:-- CET 6ª giornata | Bardolino | 5 – 2 | Sporting Sorrento Crems | Stadio comunale Belvedere |

| Riva del Garda 8 novembre 1997, ore --:-- CET 7ª giornata | Riva del Garda | 2 – 3 | Bardolino |  |

| Calmasino, Bardolino 29 novembre 1997, ore --:-- CET 8ª giornata | Bardolino | 1 – 5 | Lugo Zambelli | Stadio comunale Belvedere |

| Calmasino, Bardolino 6 dicembre 1997, ore --:-- CET 9ª giornata | Bardolino | 0 – 3 | Cascine Vica | Stadio comunale Belvedere |

| Monza 13 dicembre 1997, ore --:-- CET 10ª giornata | Fiammamonza | 0 – 0 | Bardolino | Stadio Gino Alfonso Sada |

| Arbitro: | Calamosca (Bologna) |

|               |           |             |
| Placchi 90+2’ | Marcatori | 53’ Bianchi |

| Arbitro: | Bellò (Torino) |

|          |           |                |
| Violi 2’ | Marcatori | 62’ Stefanelli |

| Arbitro: | Botta (Chieti) |

|              |           |                 |
| Fioretti 16’ | Marcatori | 31’, 75’ Sberti |

| Arbitro: | Gaddoni (Imola) |

|                    |           |  |
| Fiorini 81’ (rig.) | Marcatori |  |

| Arbitro: | Balestra (Cesena) |

|         |           |                 |
| Loi 14’ | Marcatori | 88’ Giampiccolo |

#### Girone di ritorno
| Arbitro: | Liut (Pisa) |

|             |           |                |
| Placchi 36’ | Marcatori | 15’ Mazzarella |

| Arbitro: | Celiento (Frattamaggiore) |

|                       |           |             |
| Morace 43’ Rutten 55’ | Marcatori | 88’ Placchi |

| Calmasino, Bardolino 14 febbraio 1998, ore 14:30 CET 18ª giornata | Bardolino | 0 – 0 referto | Torres Fo.S. | Stadio comunale Belvedere |

| Arbitro: | Casciano (Cosenza) |

|             |           |                  |
| Illiano 43’ | Marcatori | 36’, 45’ Placchi |

| Arbitro: | Scarpa (Milano) |

|                      |           |                |
| Formisano 57’ (rig.) | Marcatori | 45’ Mazzantini |

| Arbitro: | Balestra (Cesena) |

|               |           |                                             |
| Celentano 83’ | Marcatori | 41’, 53’ Placchi 58’ Stefanelli 90’ Crosina |

| Arbitro: | Franzin (Monfalcone) |

|                         |           |                          |
| Placchi 28’, 76’ (rig.) | Marcatori | 22’ Ruggenenti 50’ Casey |

| Arbitro: | Atzori (Roma) |

|  |           |                          |
|  | Marcatori | 35’, 2t’ Placchi 37’ Duò |

| Arbitro: | Sanasi (Brescia) |

|                          |           |             |
| Guarino 46’ Costanzo 66’ | Marcatori | 85’ Placchi |

| Arbitro: | Laruccia (Bari) |

|                                                |           |  |
| Placchi 7’, 18’, 64’ Boni 45’, 77’ Bersani 82’ | Marcatori |  |

| Arbitro: | Bellò (Torino) |

|                          |           |                |
| Bianchi 28’ Angelini 68’ | Marcatori | 17’ Perbellini |

| Arbitro: | Calamosca (Bologna) |

|                  |           |  |
| Boni 10’ Loi 50’ | Marcatori |  |

| Arbitro: | Gozzi (Terni) |

|                       |           |  |
| Sberti 33’ Ardeti 77’ | Marcatori |  |

| Arbitro: | Guaraldi (Finale Emilia) |

|  |           |             |
|  | Marcatori | 79’ Fiorini |

| Arbitro: | Mugnai (Siena) |

|  |           |         |
|  | Marcatori | 12’ Duò |

## Statistiche

### Statistiche di squadra
| Competizione | Punti | In casa | In casa | In casa | In casa | In casa | In casa | In trasferta | In trasferta | In trasferta | In trasferta | In trasferta | In trasferta | Totale | Totale | Totale | Totale | Totale | Totale | DR |
| Competizione | Punti | G       | V       | N       | P       | Gf      | Gs      | G            | V            | N            | P            | Gf           | Gs           | G      | V      | N      | P      | Gf     | Gs     | DR |
| ------------ | ----- | ------- | ------- | ------- | ------- | ------- | ------- | ------------ | ------------ | ------------ | ------------ | ------------ | ------------ | ------ | ------ | ------ | ------ | ------ | ------ | -- |
| Serie A      | 39    | 15      | 4       | 6       | 5       | 25      | 22      | 15           | 6            | 3            | 6            | 22           | 19           | 30     | 10     | 9      | 11     | 47     | 41     | +6 |
| Coppa Italia | -     | .       | .       | .       | .       | .       | .       | .            | .            | .            | .            | .            | .            | .      | .      | .      | .      | .      | .      | .  |
| Totale       | -     | .       | .       | .       | .       | .       | .       | .            | .            | .            | .            | .            | .            | .      | .      | .      | .      | .      | .      | .  |

### Andamento in campionato
| Giornata  | 1 | 2  | 3 | 4 | 5 | 6 | 7 | 8 | 9 | 10 | 11 | 12 | 13 | 14 | 15 | 16 | 17 | 18 | 19 | 20 | 21 | 22 | 23 | 24 | 25 | 26 | 27 | 28 | 29 | 30 |
| --------- | - | -- | - | - | - | - | - | - | - | -- | -- | -- | -- | -- | -- | -- | -- | -- | -- | -- | -- | -- | -- | -- | -- | -- | -- | -- | -- | -- |
| Luogo     | T | C  | T | C | T | C | T | C | C | T  | C  | T  | C  | T  | C  | C  | T  | C  | T  | C  | T  | C  | T  | T  | C  | T  | C  | T  | C  | T  |
| Risultato | N | P  | P | V | V | V | V | P | P | N  | N  | N  | P  | P  | N  | N  | P  | N  | P  | N  | V  | N  | V  | P  | V  | P  | V  | P  | P  | V  |
| Posizione |   | 14 |   |   |   |   |   |   |   |    | 8  | 8  | 8  | 8  | 8  | 8  | 8  | 8  | 8  | 8  | 8  | 8  | 8  | 8  | 8  | 8  | 7  | 7  | 7  | 7  |

Legenda:

Luogo: C = Casa; T = Trasferta. Risultato: V = Vittoria; N = Pareggio; P = Sconfitta.